# Yen
Yen (円 en) er en Japansk møntenhed. Yen skrives med symbolet ¥. Valutakoden for yen er JPY.
1 yen = 100 sen = 1000 rin.